# Armascirus ebrius
Armascirus ebrius är en spindeldjursart som först beskrevs av Mohammad Nazeer Chaudhri 1977.  Armascirus ebrius ingår i släktet Armascirus och familjen Cunaxidae. Inga underarter finns listade i Catalogue of Life.